# Carlo Erba (azienda)
La ditta Carlo Erba è stata un'azienda farmaceutica fondata a Milano nel 1853 da Carlo Erba. Fu la prima industria farmaceutica italiana e la principale industria italiana del settore negli anni a venire, fino a quando fu inglobata nel 1993 dalla svedese Kabi Pharmacia.

## Storia
L'azienda fu ufficialmente fondata nel 1853 da Carlo Erba, laureatosi in farmacia presso l'Università di Pavia e già attivo da molti anni nella farmacia milanese di Brera. Tra i motivi della fondazione indicati dallo stesso Carlo Erba vi fu la volontà di portare in Italia, allora priva di laboratori moderni e quasi isolata dalla ricerca scientifica dell'epoca, le moderne scienze farmaceutiche. Il primo nucleo dell'azienda fu un piccolo laboratorio, situato nei pressi della farmacia dove aveva lavorato fino a poco tempo prima, dotato di vari strumenti tra cui un generatore di vapore a 4 hp che impiegava quattro operai.
Nel 1859 Carlo Erba decide di ristrutturare la produzione su larga scala e di espandere il proprio mercato al di fuori dell'Italia: nel 1860 furono acquistati dei terreni nei pressi dell'attuale via Solferino, dove sorsero nel 1864 i nuovi stabilimenti Carlo Erba, che pochi anni dopo impegnava 80 operai. L'attività della società continuò a crescere negli anni: nel 1880 il campionario dei prodotti dell'azienda comprendeva più di 1700 diverse voci, mentre nel 1892 fu aperto un nuovo stabilimento nei pressi di Dergano. Nel 1907 la società conta 1200 operai e la produzione è divisa nelle linee di "chimica pura", "chimica farmaceutica" e "chimica industriale" con la consulenza del farmacista Angelo Rossi  originario di Cosentini (Montecorice).
Negli anni la ragione sociale della ditta cambia prima in Carlo Erba S.A. e poi in Carlo Erba S.p.A. e nel 1946 la sua produzione spazia dall'originario campo farmaceutico al settore alimentare fino a strumenti scientifici, e conta vari stabilimenti a Milano, Ozzano Taro e Grazzano Visconti. All'apice del suo successo, all'inizio degli anni '70, l'azienda era molto ben inserita nel mercato europeo e sudamericano, ma iniziò un lento declino con la protesta dei lavoratori chimico-farmaceutici legato al contratto collettivo nazionale di lavoro del settore, e vide vari cambi di proprietà fino ad essere assorbita nel 1993 dalla società farmaceutica svedese Kabi Pharmacia. Attualmente il marchio Carlo Erba è di proprietà della Johnson & Johnson.